# Гамильтон (лунный кратер)
Кратер Гамильтон (лат. Hamilton) — крупный ударный кратер у юго-восточного лимба видимой стороны Луны. Название присвоено в честь ирландского математика, механика-теоретика, физика-теоретика Уильяма Роуэна Гамильтона (1805—1865) и утверждено Международным астрономическим союзом в 1964 г. Образование кратера относится к эратосфенскому периоду.

## Описание кратера
Ближайшими соседями кратера являются кратер Окен на западе; кратеры Марин и Харлан на северо-западе; кратер Абель на севере; кратер Гам на северо-востоке; кратер Дженнер на востоке и кратер Лио на юге. На востоке от кратера Гамильтон располагается Море Восточное. Селенографические координаты центра кратера 42°46′ ю. ш. 84°25′ в. д. / 42,77° ю. ш. 84,41° в. д., диаметр 57,5 км, глубина 2,81 км.
Форма кратера близка к циркулярной с некоторым отклонением от неё в северной части. Кромка вала четко очерчена и практически не разрушена. Внутренний склон вала имеет террасовидную структуру, особенно ярко выраженную в западной части. Средняя высота вала кратера над окружающей местностью 1180 м, Объем кратера составляет приблизительно 2700 км³. Дно чаши кратера неровное, за исключением юго-восточной части. В чаше кратера имеются два центральных пика, которые несколько смещены к северу от центра. Кратер является ярким в радарном диапазоне 70 см. Вследствие расположения у юго-восточного лимба форма кратера значительно искажена при наблюдениях с Земли, сами же условия наблюдения зависят от либрации Луны, периодически кратер недоступен для наблюдения.
Кратер Гамильтон лежит внутри останков более крупного древнего кратера не имеющего собственного названия, находясь в северо-западной части его чаши. На юге от кратера Гамильтон находится безымянный концентрический кратер.
До своего переименования в 1964 г. кратер Гамильтон именовался сателлитным кратером Марин K.

## Сателлитные кратеры
| Гамильтон | Координаты                                            | Диаметр, км |
| --------- | ----------------------------------------------------- | ----------- |
| B         | 42°40′ ю. ш. 81°51′ в. д. / 42,66° ю. ш. 81,85° в. д. | 33,5        |